# Praeopercular organ
Praeopercular organ – element żeńskich narządów genitalnych straszyków.
Narząd ten znajduje się na siódmym sternicie odwłoka samic części gatunków. Złożony jest zwykle z jednego lub więcej guzków, żeberek lub klapek. Używany jest w trakcie kopulacji, prawdopodobnie do naprowadzania męskiego narządu kopulacyjnego.